# Imam-Ali-Moschee (Nadschaf)

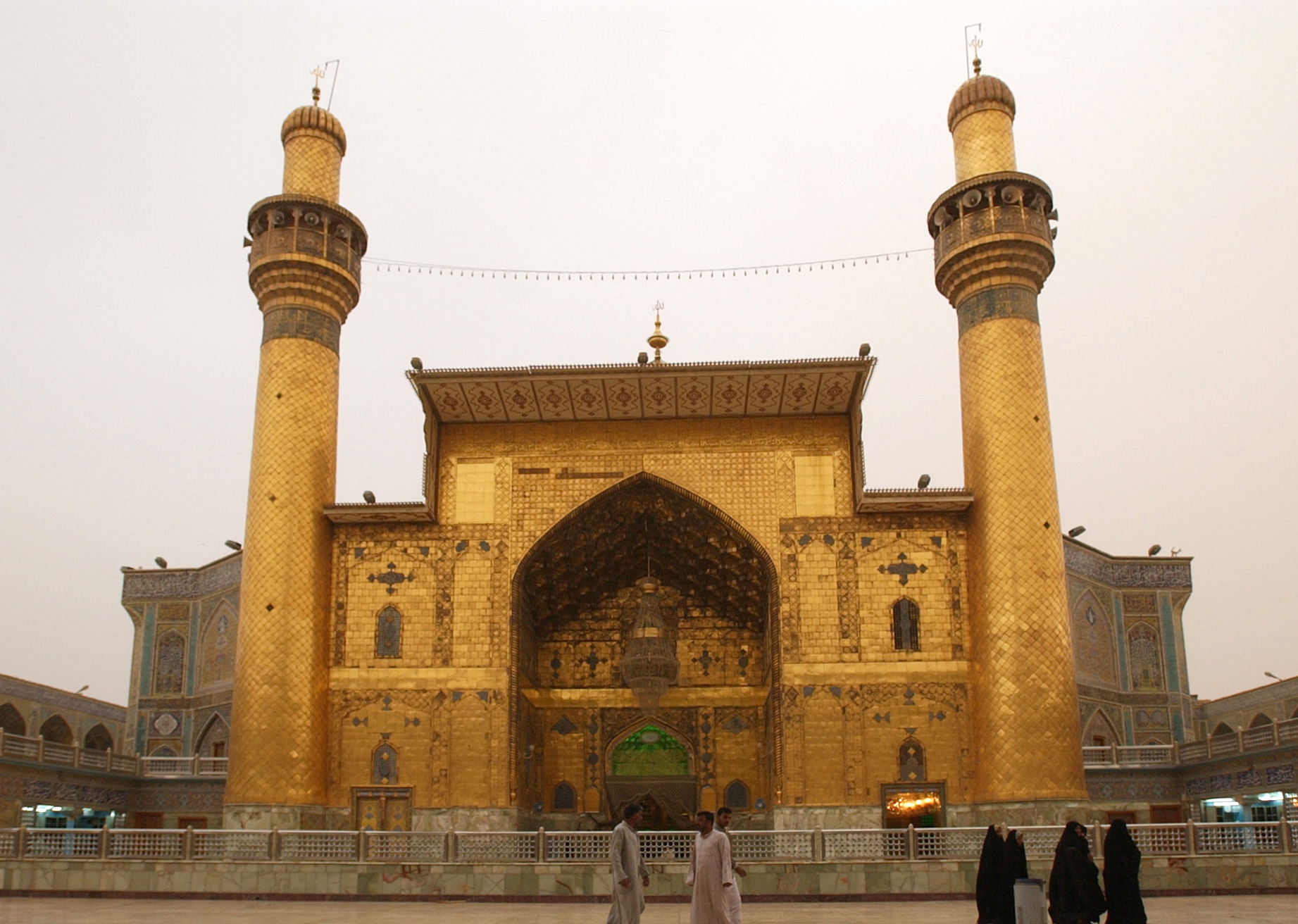
Die Imam-Ali-Moschee

Die Imam-Ali-Moschee (arabisch حرم الإمام علي, DMG Ḥaram al-Imām ‘Alī) ist eine Moschee in der Stadt Nadschaf im Irak. Sie ist benannt nach dem im Jahr 661 ermordeten und dort beerdigten arabischen Kalifen ʿAlī ibn Abī Tālib, dem Schwiegersohn und Vetter des Propheten Mohammed († 632). Sie zählt zu den wichtigsten Heiligtümern der Schiiten.

## Bedeutung
In dem von einer Kuppel mit 777 Ziegeln aus Gold bedeckten Gebäude ist Alis mächtiger goldener Schrein aufbewahrt. Ferner lagern im muslimischen Gotteshaus alte Dokumente sowie weitere Kostbarkeiten aus Gold und Juwelen. Eine ebenfalls große Bedeutung hat der Pilgerfriedhof Wadi as-Salam neben der Moschee. Auf dem 10 Quadratkilometer großen Gelände mit Minaretten und Kuppeln sollen im Laufe der Jahrhunderte zwei Millionen Schiiten ihre letzte Ruhestätte gefunden haben.
Eine 1961 eröffnete und von iranischen Kaufleuten finanzierte Moschee des Islamischen Zentrums Hamburg trägt ebenfalls den Namen Imam-Ali-Moschee.

## Geschichte und Anschläge
Man vermutet, dass die Moschee im Jahre 977 das erste Mal von dem Bujiden Adud ad-Daula erbaut wurde. Nachdem sie durch ein Feuer zerstört worden war, baute sie der Seldschukenherrscher Malik Schah I. im Jahre 1086 wieder auf. Später wurde die Moschee mehrfach umgebaut und erweitert.
Seit dem Einmarsch der US-Truppen in den Irak gab es mehrere Anschläge auf die Moschee. Am 10. April 2003 wurde der Schiitenführer Abd al-Madschid al-Choei (Sohn des Großajatollahs Abu l-Qasim al-Choei) nach seiner Rückkehr aus dem britischen Exil nahe der Moschee getötet.
Am 29. August 2003 explodierte eine Autobombe außerhalb der Moschee kurz nach Beendigung des Freitagsgebetes. Mehr als 125 Menschen wurden getötet, unter ihnen auch der Großajatollah Sayyid Muhammad Baqir al-Hakim. Urheber des Anschlags war Yasin Dscharrad, der Schwiegervater (Vater der zweiten Frau) von Abū Musʿab az-Zarqāwī aus dem jordanischen Stamm der Bani Hassan. Dscharrad war mit einem mit Sprengstoff beladenen Wagen in die Moschee hineingefahren.
Im August 2004 fanden in und um die Moschee Kämpfe zwischen der Mahdi-Armee des radikalen schiitischen Predigers Muqtada as-Sadr, die sich in der Moschee verschanzt hatten, und Truppen der USA statt. Am 19. August erhöhte die Regierung Allawi den Druck und forderte die Mahdi-Armee zur Übergabe der Moschee auf, ansonsten drohe die Stürmung innerhalb von Stunden. Daraufhin soll as-Sadr seine Anhänger aufgefordert haben, die Moschee an as-Sistani zu übergeben. Am 25. August rief Großajatollah Ali as-Sistani zum  „Marsch auf Nadschaf“ auf, bei dem zehntausende Schiiten aus benachbarten Städten zur Imam-Ali-Moschee strömten, die Besatzungstruppen zur Aufgabe der Belagerung zwangen, von den in der Moschee ausharrenden Anhängern as-Sadrs empfangen wurden und so die Kämpfe beendeten. Am nächsten Tag übergaben die Anhänger as-Sadrs die Schlüssel zur Moschee an as-Sistani.
Am 10. August 2006 sprengte sich ein Selbstmordattentäter in der Nähe des Schreins in die Luft und riss 40 Menschen in den Tod, weitere 50 Menschen wurden verletzt.